# SMS Group
SMS group est groupe international basé en Allemagne, actif dans la construction de machines industrielles à destination de l'industrie métallurgique.
Le groupe appartient à la holding SMS GmbH, qui regroupe les intérêts de la famille d'Heinrich Weiss (de). Au fil de son développement, le groupe a acquis avec des entreprises renommées dans la construction de machines métallurgiques, comme Schumag (de), Demag (de), Schloemann, Eumuco, Kieserling, Concast, Schleipo, Meer (de), Paul Wurth, Hydromec, Omav, Drever, Hydraulik-Duisburg, etc. 
En 2021, le groupe emploie plus de 14 500 collaborateurs, répartis sur plus de 100 sites. Le chiffre d'affaires est de 3,507 milliards d'euros.